# Convento de Santo António dos Capuchos
Le Convento de Santo António dos Capuchos est un couvent située dans la ville de Faro, région de l'Algarve, au Portugal.